# Medangaspis payunga
Medangaspis payunga är en insektsart som beskrevs av Sadao Takagi 1999. Medangaspis payunga ingår i släktet Medangaspis och familjen pansarsköldlöss. Inga underarter finns listade i Catalogue of Life.